# Макферсон, Стефени Энн
Стефени Энн Макферсон (англ. Stephenie Ann McPherson; род. 25 ноября 1988, Уэстморленд, Корнуолл, Ямайка) — ямайская легкоатлетка, специализирующаяся в беге на 400 метров. Серебряный призёр Олимпийских игр 2016 года в эстафете 4×400 метров. Чемпионка мира 2015 года в эстафете 4×400 метров. Двукратная чемпионка Игр Содружества.

## Биография
Во время учёбы в школе совмещала занятия лёгкой атлетикой и футболом, где она была капитаном школьной команды. Её тренер видел в ней бегунью на 100 и 200 метров. Однако когда на школьных соревнованиях она не смогла подняться выше третьего места в этих дисциплинах, а после выиграла 400 метров, стало очевидно, что у Стефени лучше получается бег на круг.
После перехода в клуб MVP к тренеру Стивену Фрэнсису ей удался серьёзный прогресс в результатах. Прорыв случился в 2013 году, когда Макферсон улучшила личный рекорд почти на 2 секунды и впервые в карьере пробежала 400 метров быстрее 50 секунд — за 49,92. На чемпионате мира она показала почти такой же результат (49,99), но осталась лишь на четвёртой позиции.
Завоевала серебряную медаль в эстафете на чемпионате мира в помещении 2014 года с национальным рекордом 3.26,54. Летом сделала победный дубль на Играх Содружества, выиграв бег на 400 метров и эстафету.
Была близко к пьедесталу мирового первенства 2015 года (5-е место) в личном виде, а в эстафете стала чемпионкой мира: Ямайка в финале обошла сборную США.
Выиграла чемпионат страны 2016 года и отправилась на Олимпийские игры в Рио-де-Жанейро в качестве лидера сборной. В индивидуальном виде стала 6-й, а в эстафете в составе команды Ямайки выиграла серебряную медаль.
Является выпускницей Университета технологий в Кингстоне.

## Основные результаты
| Год  | Турнир                      | Место проведения          | Дисциплина       | Место | Результат |
| ---- | --------------------------- | ------------------------- | ---------------- | ----- | --------- |
| 2013 | Чемпионат мира              | Москва, Россия            | 400 м            | 4-е   | 49,99     |
| 2014 | Чемпионат мира в помещении  | Сопот, Польша             | эстафета 4×400 м | 2-е   | 3.26,54   |
| 2014 | Игры Содружества            | Глазго, Великобритания    | 400 м            | 1-е   | 50,67     |
| 2014 | Игры Содружества            | Глазго, Великобритания    | эстафета 4×400 м | 1-е   | 3.23,82   |
| 2014 | Континентальный кубок       | Марракеш, Марокко         | эстафета 4×400 м | 1-е   | 3.20,93   |
| 2015 | Чемпионат мира по эстафетам | Нассау, Багамские Острова | эстафета 4×400 м | 2-е   | 3.22,49   |
| 2015 | Чемпионат мира              | Пекин, Китай              | 400 м            | 5-е   | 50,42     |
| 2015 | Чемпионат мира              | Пекин, Китай              | эстафета 4×400 м | 1-е   | 3.19,13   |
| 2016 | Чемпионат мира в помещении  | Портленд, США             | 400 м            | 4-е   | 52,20     |
| 2016 | Чемпионат мира в помещении  | Портленд, США             | эстафета 4×400 м | —     | DNF       |
| 2016 | Олимпийские игры            | Рио-де-Жанейро, Бразилия  | 400 м            | 6-е   | 50,97     |
| 2016 | Олимпийские игры            | Рио-де-Жанейро, Бразилия  | эстафета 4×400 м | 2-е   | 3.20,34   |